# Rising ER6
Rising ER6 – elektryczny samochód osobowy klasy średniej produkowany pod chińską marką Rising w latach 2020–2022.

## Historia i opis modelu

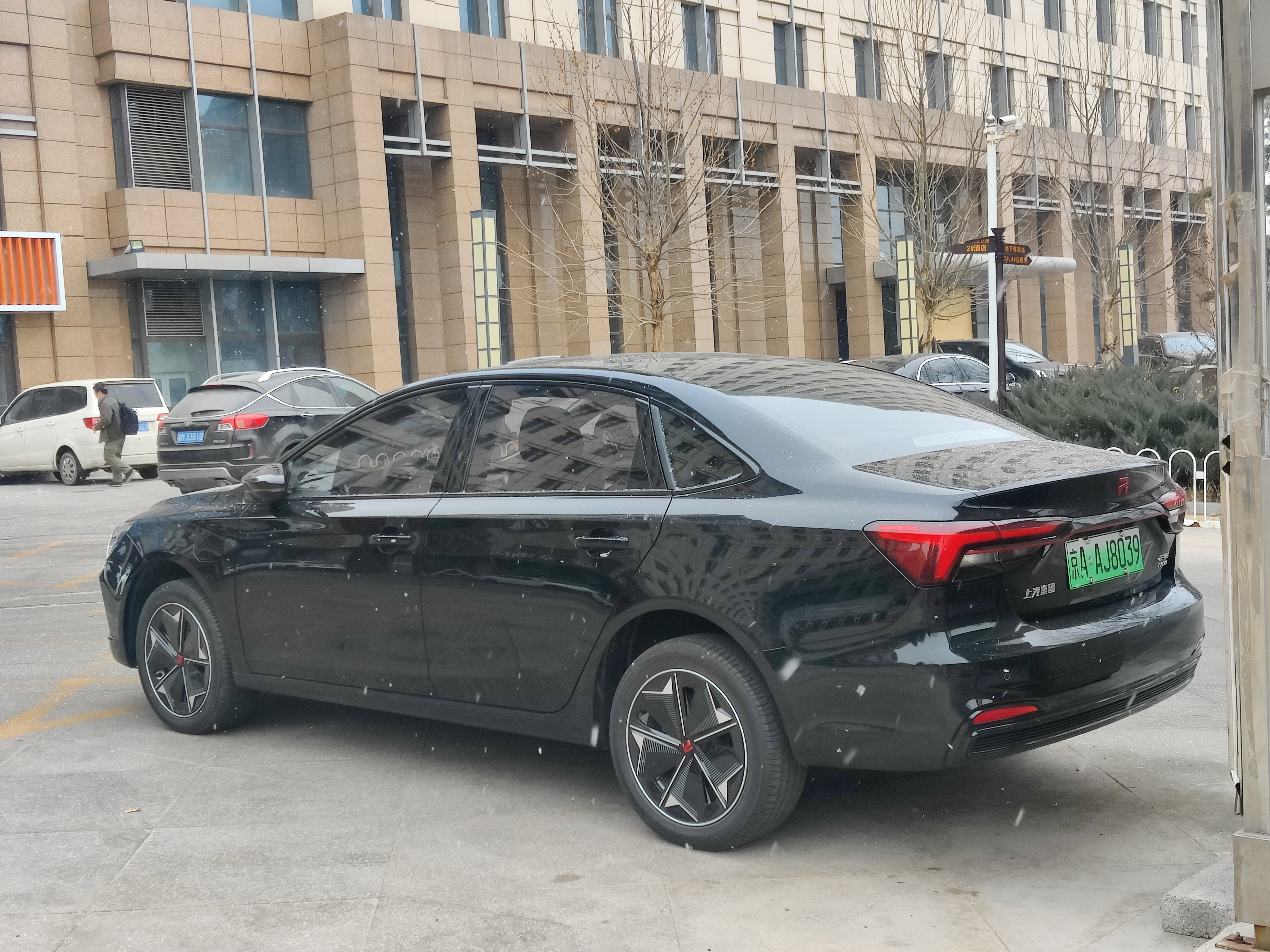
Rising ER6 - tył

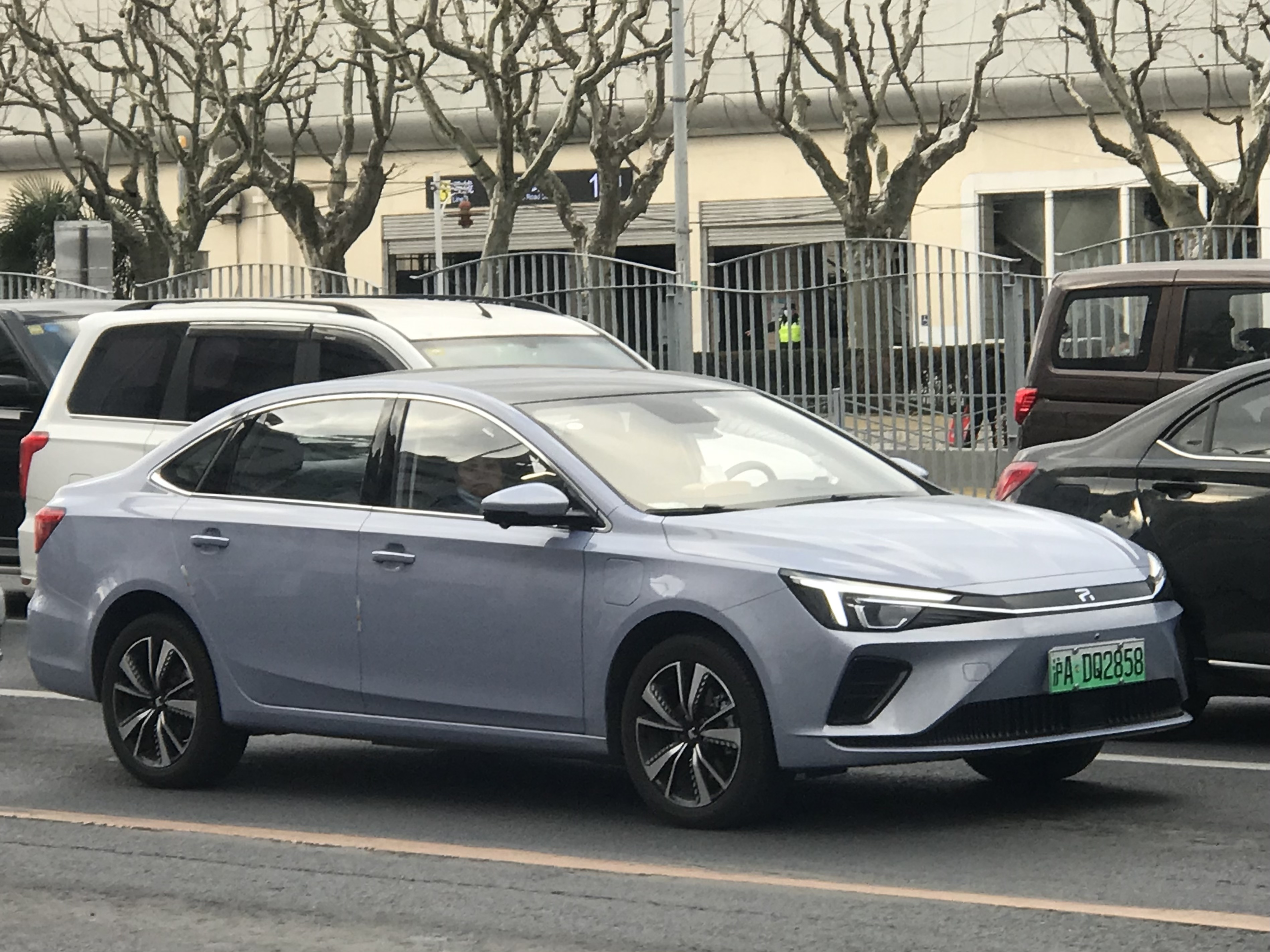
Rising ER6 - sylwetka

W styczniu 2020 roku chiński koncern SAIC przedstawił nowy model awangardowo stylizowanego sedana z napędem elektrycznym, który pierwotnie zasilił ofertę marki Roewe jako element nowej linii modelowej R, nosząc szeroko rozstawiony napis producenta między reflektorami. 
Podczas debiutu rynkowego w sierpniu 2020 zdecydowano się na bardziej odrębny dobiór logotypów, zdobiąc pojazd nowymi znaczkami ze stylizowaną literą R. Po tym, jak w marcu 2021 roku SAIC ogłosiło wydzielenie linii R jako samodzielną markę samochodów elektrycznych, ER6 zasilił jej ofertę razem z SUV-em Marvel R. Z końcem 2021 roku dokonano korekty nazwy z "R" na "Rising ER6".
Samochód powstał jako bliźniacza konstrukcja wobec Roewe ei6 Max wraz ze spalinowym i6 Max, odróżniając się od niego głównie stylizacją przedniej części nadwozia.

### Sprzedaż
Rising ER6 zadebiutował oficjalnie na wewnętrznym chińskim rynku 8 miesięcu po pierwszej prezentacji informacji i zdjęć, w sierpniu 2020 roku. Dostawy pierwszych egzemplarzy rozpoczęły się we wrześniu, z 2820 sprzedanymi sztukami przez pierwsze 3 miesiące sprzedaży. Samochód zniknął z oferty w ramach resturyzacji i skoncentrowania się na nowej generacji modelu R7 i F7 pod koniec 2022 roku.

### Dane techniczne
Układ napędowy Rising ER6 tworzy silnik elektryczny, który rozwija moc maksymalną 181 KM i maksymalny moment obrotowy 280 Nm. Prędkość maskymalna pojazdu wynosi 185 km/h, z kolei 100 km/h osiąga on w 8,3 sekundy. Dzięki baterii o pojemności 69,9 kWh zasięg pojazdu na jednym ładowaniu wynosi ok. 620 kilometrów według chińskiego cyklu pomiarowego NEDC.